# ロワール＝アトランティック県
ロワール＝アトランティック県 (ロワール＝アトランティックけん、Loire Atlantique) は、フランスのペイ・ド・ラ・ロワール地域圏の県。
県名は、県を東から西へ流れる大河ロワール川と、西側に接する大西洋に由来する。西側にはロワール川の広大な三角州がある。
県は1790年に誕生してから1957年までロワール＝アンフェリウール県（Loire-Inférieure）の名称を採用していた。行政を行うのは県議会で、現在の県知事はフランス社会党のフィリップ・グロスヴァレである。県都ナントは地域圏首府も兼ねている。
ロワール＝アトランティック県は、歴史的なブルターニュ5県のうちの1つである。オート＝ブルターニュ地方と同じく、地方言語のガロ語が20世紀半ばまで話されていた。しかし、20世紀初めまではゲランデ地方（ゲランド周辺）ではブルトン語が話されていた。ロワール＝アトランティック県を再びブルターニュに統合することは可能かどうかの問題は、討論の主題となっている。

## 地理

ロワール＝アトランティック県の地図

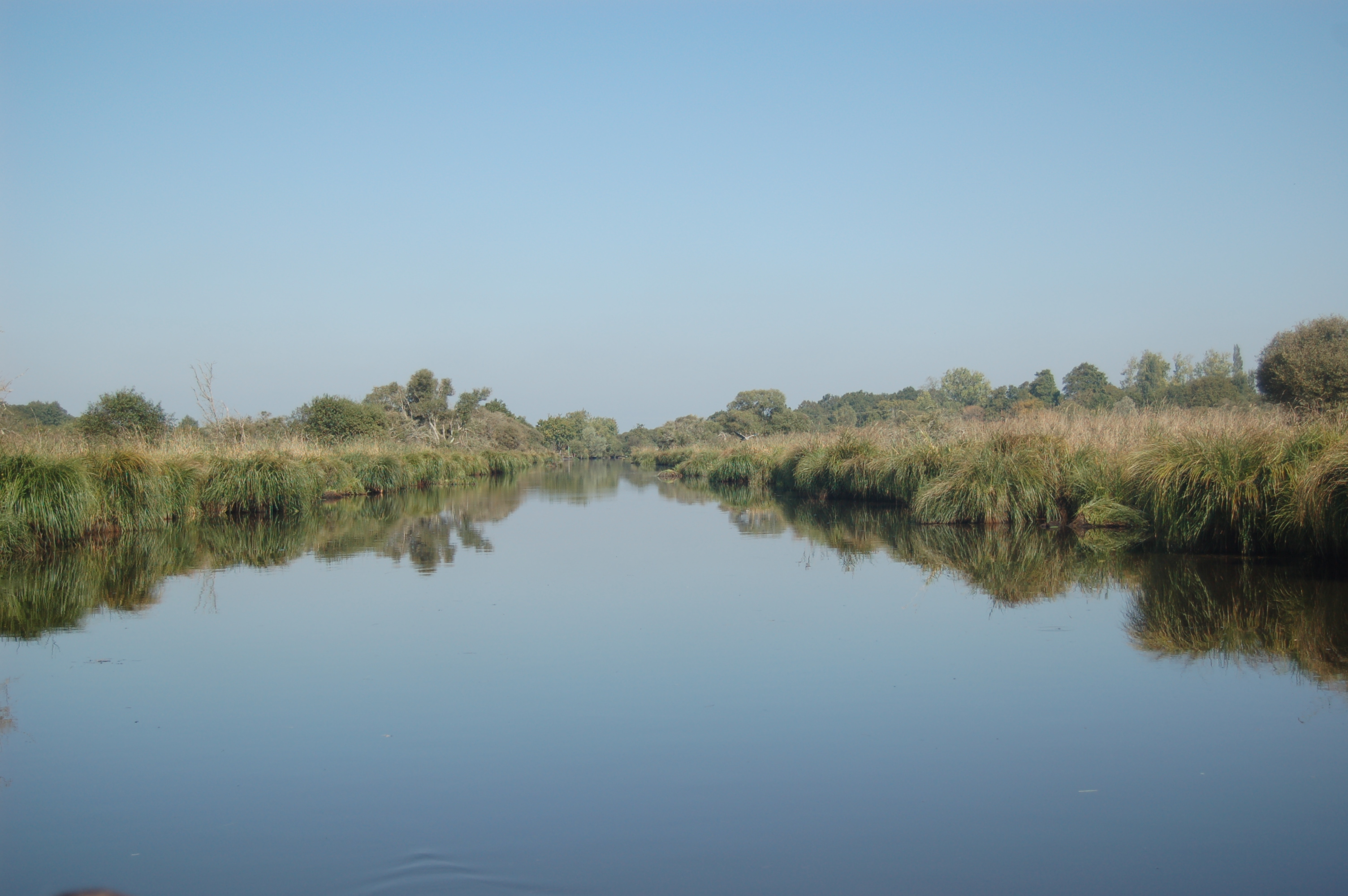
ブリエール湿地

県は西側を大西洋と接し、北西をモルビアン県、北をイル＝エ＝ヴィレーヌ県、東をメーヌ＝エ＝ロワール県、南をヴァンデ県と接する。県の東西にロワール川が流れ、ナントから河口となり、サン＝ナゼールで大西洋に注ぐ。県の大西洋に面した海岸線は130kmにも及ぶ。
県はアルモリカ山塊の一部となっており、地質は変化に富んでいる。
全体的に、県の起伏に目立ったものはない。ロワール川北東部はボカージュ・アンジュヴァンと呼ばれる地方で、おおまかにシャトーブリアン郡とアンスニ郡が含まれる。ここは国有の森林地帯で、メーヌ＝エ＝ロワール県とマイエンヌ県にも広がる。森は標高100mの高原に近接する。県の標高最高地点はフェルセ近郊のブレテシュの丘で、116mである。
川の南側、レ地方に向かうと標高30mの丘陵が連続して連なる。一方、川の北西部はシヨン・ド・ブルターニュという一連の丘陵で、県の北西から南東にかけて連なる。
県には多くの湿地がある。サン＝ナゼールの北にあるブリエール湿地、ゲランドの塩湖、ナントの下流にあるクエロン湿地、南東のグレーヌ湿地、南西のブルトン湿地である。県南部には、国内有数の大湖であるグラン・リュー湖がある。水深は2m以下と極めて低く、斜面も非常に緩やかである。このことが非常に多様性に富んだ地域をつくっている。
県西部が海に面し、標高が総じて低くなだらかなため、県の気候は海洋性気候である。湿度があり、温暖で、県の他の場所に移動しても変化があまりない。
年平均気温は11℃である。冬は平均6℃、夏は平均24℃と穏やかである。年間降水量は650mmから800mmが一般的で、特に冬と春に多い。

## 歴史
ロワール＝アトランティック県は他の県と同様に、フランス革命初期の1790年、1789年12月22日法のもとかつてのブルターニュ州を分割し、ロワール＝アンフェリウール県（Loire-Inférieure）の名で誕生した。
ロワール＝アトランティック県の領域は、かつてのブルターニュ州のナント司教座領をほぼ含む。その他はレンヌ司教座の南部からなる。北西部のミトー地方を失い、ラ・ロシュ＝ベルナール郡をモルビアン県に割譲し、グラン＝フジュレ郡をイル＝エ＝ヴィレーヌ県に割譲した。
県は以下の構成となっていた。
- 旧ブルターニュ州の213教区
- ブルターニュ＝ポワトゥー地方の8教区
- ナント司教座に含まれていたアンジューの1教区
- ブルターニュ＝ポワトゥー地方の1教区で、ヴァンデ県に1教区を割譲した代わりに得たルムイエ教区

県創設時の郡は、アンスニ、ブラン、シャトーブリアン、クリソン、ゲランド、マシュクール、ナント、パンブフ、サヴネであった。2017年1月1日現在はナント、シャトーブリアン＝アンスニ、サン＝ナゼールの3郡となっている。
1815年6月のワーテルローの戦いで第七次対仏大同盟が勝利すると、県北部は同年6月から1818年11月までプロイセン軍に占領されていた。

## 政治

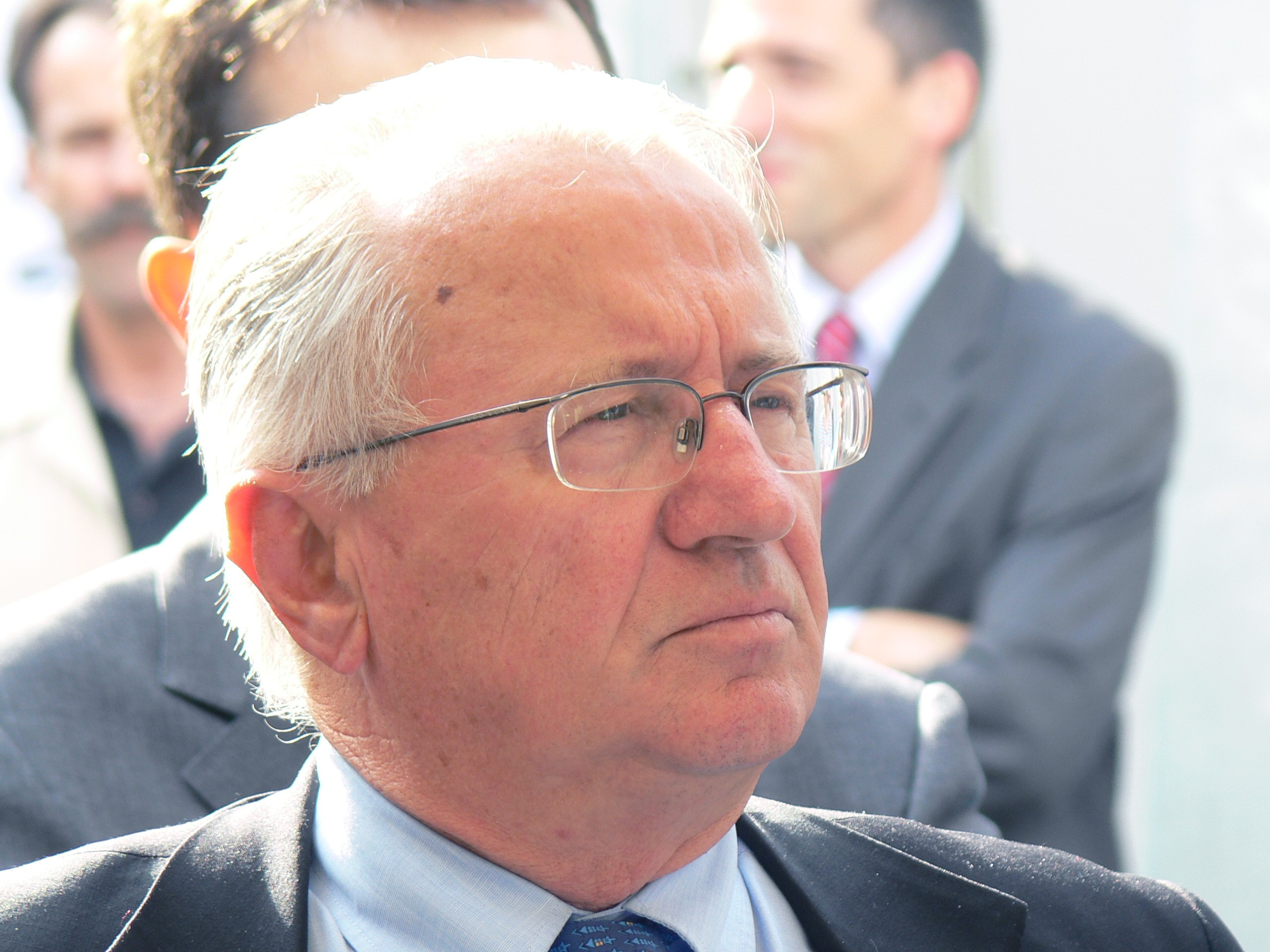
2004年から2011年まで県知事であったパトリック・マレシャルは、県初の社会党所属知事であった

フランス西部の他の県と同様に、ロワール＝アトランティックは保守的な県であるという評判をとっている。確かに、労働者層の多いサン＝ナゼール周辺を除けば、県全体として第三共和政の間、反教権の左派に対してカトリックが伝統的に強かった。
第二次世界大戦後、県の有権者たちはキリスト教民主主義を標榜する国民共和運動（fr）を支持した。しかし、1960年代から県は脱キリスト教を標榜し始めた。以降、着実に左派が支持を得てきた。そのため、1977年以降県都ナントをフランス社会党がおさえている。2004年の地方選挙で右派が敗退すると、フランス革命以来初めて、右派は県の管理能力を失った。

## 人口統計
| 1801年    | 1831年    | 1841年    | 1851年    | 1856年    | 1861年    | 1866年    |
| --------- | --------- | --------- | --------- | --------- | --------- | --------- |
| 369.305   | 470.093   | 486.806   | 553.664   | 555.996   | 580.207   | 598.598   |
| 1872年    | 1876年    | 1881年    | 1886年    | 1891年    | 1896年    | 1901年    |
| 602.206   | 612.972   | 625.625   | 643.884   | 645.263   | 646.172   | 664.971   |
| 1906年    | 1911年    | 1921年    | 1926年    | 1931年    | 1936年    | 1946年    |
| 666.748   | 669.920   | 649.691   | 651.487   | 652.079   | 659.428   | 665.064   |
| 1954年    | 1962年    | 1968年    | 1975年    | 1982年    | 1990年    | 1999年    |
| 733.575   | 803.372   | 861.452   | 934.499   | 995.498   | 1.052.183 | 1.134.266 |
| 2006年    | 2007年    | 2008年    | 2009年    | 2010年    | 2011年    |           |
| 1.234.085 | 1.246.803 | 1.255.871 | 1.266.358 | 1.282.052 | 1.296.364 |           |

参照元: 1962年まで : SPLAF1968年以降 : Insee (2006年から人口の2倍カウントなし) ·  ·  ·  ·  ·  · 

## 言語
フランス語に加え、多様な言語が歴史的に県で話されてきた。

### ガロ語
ガロ語はオイル語の一種で、オート＝ブルターニュで話され、かつては県のほとんどで話されていた（ロワール北部では80%、12世紀まではロワール南部全体で話されていた）。ガロ語は現在消滅の危機にさらされている。言語が標準語化（フランス語化）されていること、大都市ナント・レンヌと農村部との乖離があるためである。ガロ語を話す人をターゲットとすることは難しい。1999年にINSEEが行ったEtude de l’histoire familiale調査では、家族とガロ語を話すという人はわずか760人だったのである。広範囲な住民の移動後、ガロ語話者はイル＝エ＝ヴィレーヌ県では県人口の2.5%なのに対し、ロワール＝アトランティックでは県人口の1.5%程度に低下した。ロワール＝アトランティックではガロ語教育が初等学校でも中等学校でも行われていない。一方、ブルターニュ地域圏ではガロ語教育の構造がいくつか存在している。

### ブルトン語（ブレイス語）
アルモリカのケルト語で、県の1/3、西部のエルビニャック、ゲランドからル・クロワジック、ポルニックまでのラインで話される。話者は徐々に減少しており、ブルトン語が最も話されているのはペルシスタンス諸島、ゲランドの半島部、そしてブリエール湿地周辺である.。ゲランド半島では、20世紀初頭までブルトン語が話されていた。ブルトン語を母語とする最後の人物は、1965年にケルモワザン村（現在のバ＝シュル＝メール）で亡くなった。モルビアン県やフィニステール県と塩の売買を行う製塩業者の間では、ブルトン語が用いられるため生き残っている可能性がある。さらに、ナントの近郊、シャントネのようなコミューンでは、1920年代から1930年代にブルターニュ地域圏からの移住者が多かったため、ブルトン語が話されている。
1999年にINSEEが行ったÉtude de l'histoire familiale調査によって、18歳以上の県民のうち6500人以上がブルトン語話者であることがわかった。
2007年の新学期時点で、県の児童のうち0.24%が二言語教育学校に在籍していた。0.35%が二言語教育を行うプレ・スクールに、0.01%が二言語教育中等学校に在籍していた。

### 南部の言語
ロワールの南側、レからヴィニョーブル・ナンテーズの地域では、ポワトヴァン語の影響を受けたガロ語方言が話されている。

## ギャラリー

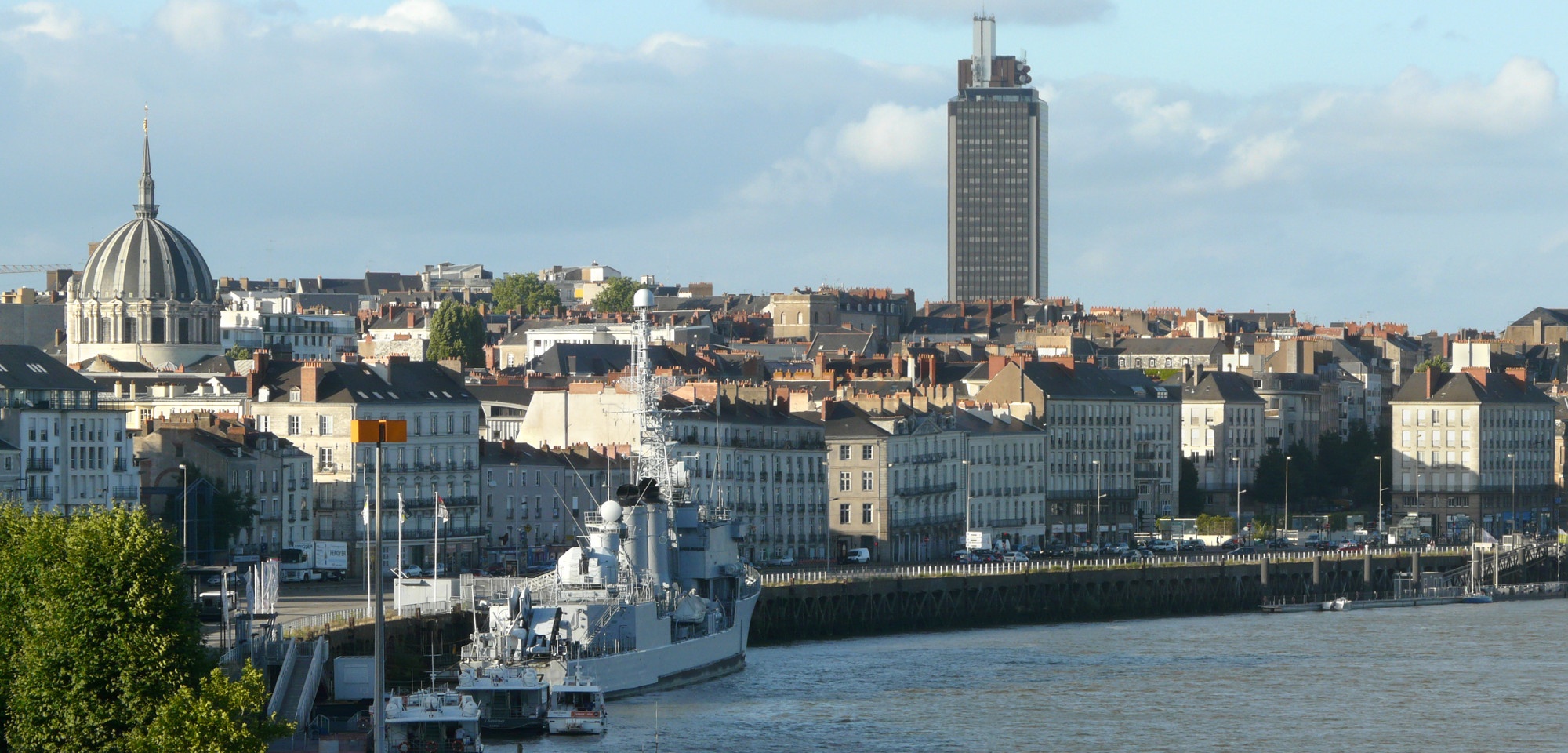
県都ナント
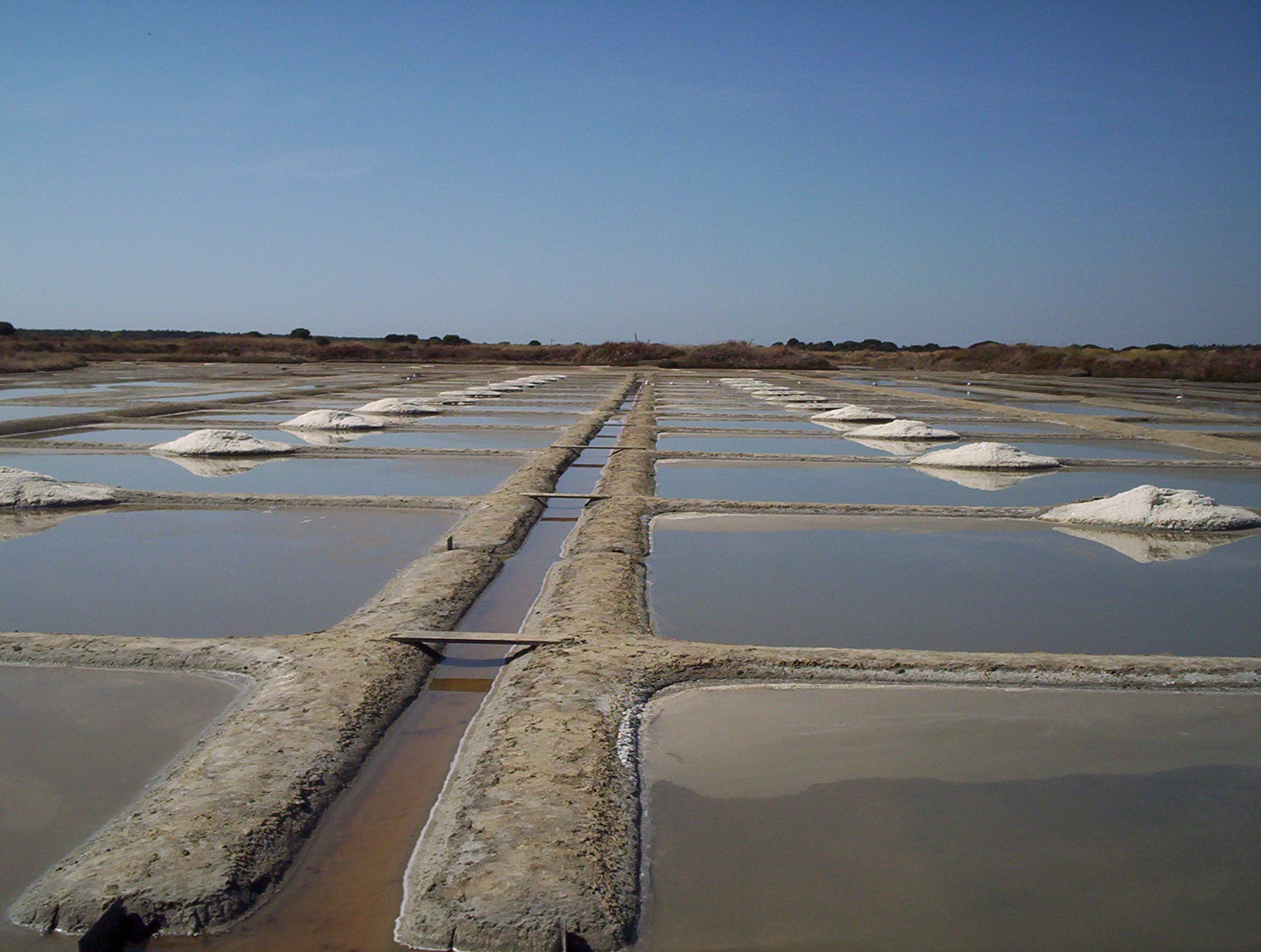
ゲランドの塩田
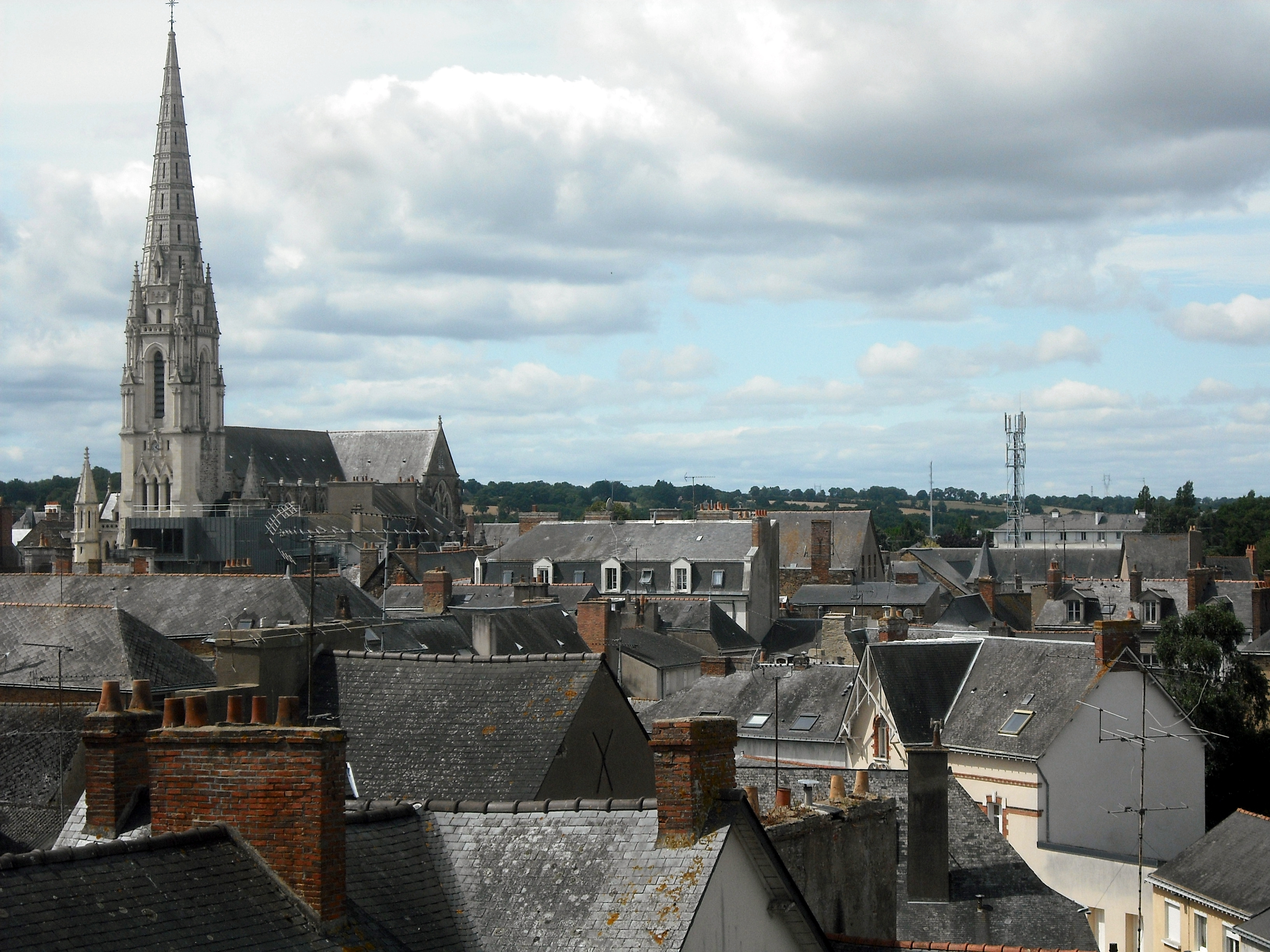
シャトーブリアン
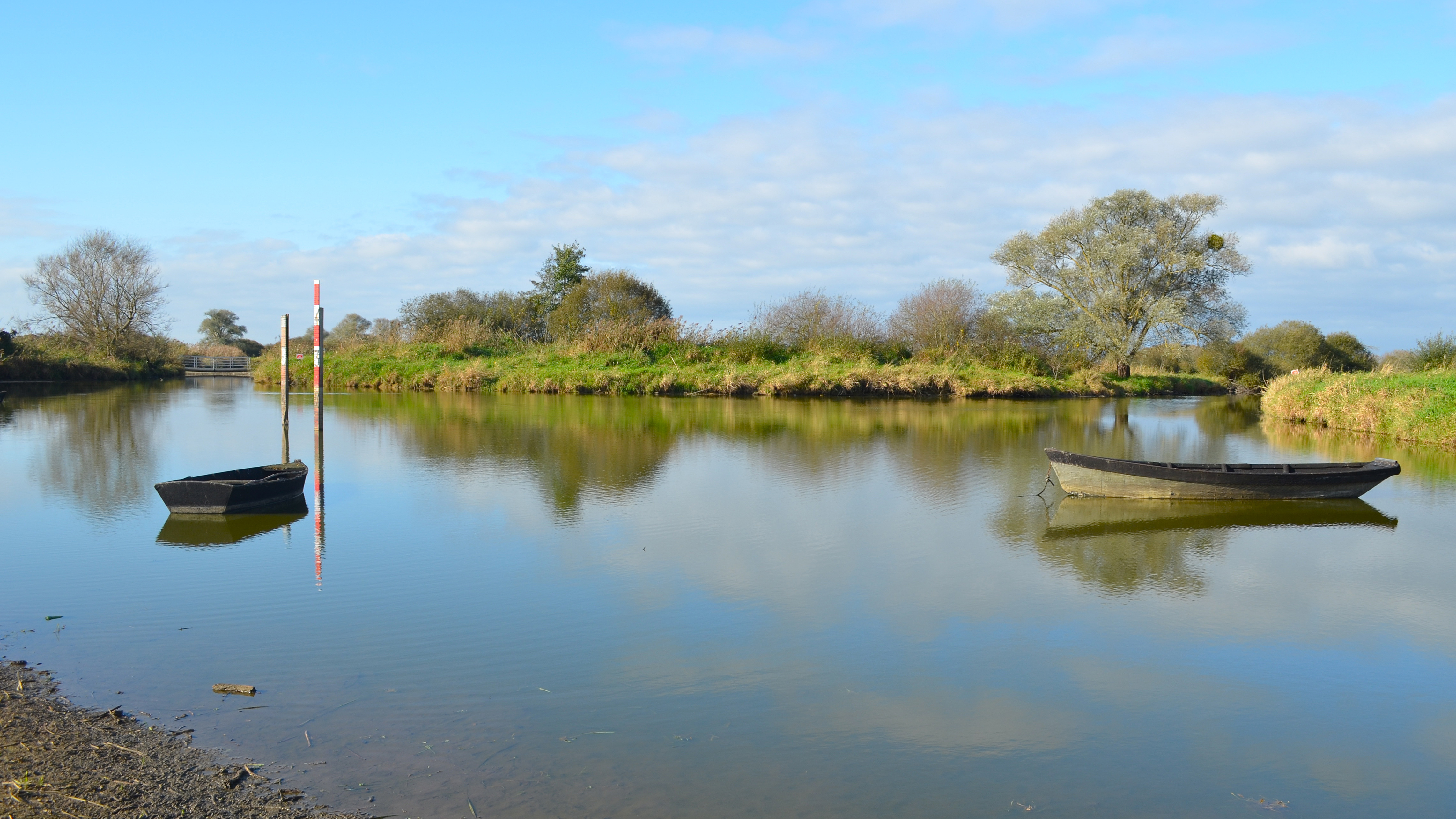
グラン・リュー湖